# WrestleDream (2023)
WrestleDream 2023 a fost un eveniment de wrestling pay-per-view (PPV) produs de promoția americană All Elite Wrestling (AEW). A fost WrestleDream-ul inaugural și a avut loc pe 1 octombrie 2023, la Climate Pledge Arena din Seattle, Washington, marcând primul PPV al AEW care are loc în statul Washington. Evenimentul a fost un tribut în onoarea fondatorului New Japan Pro-Wrestling Antonio Inoki ,având loc la împlinirea unui an de la moartea sa.

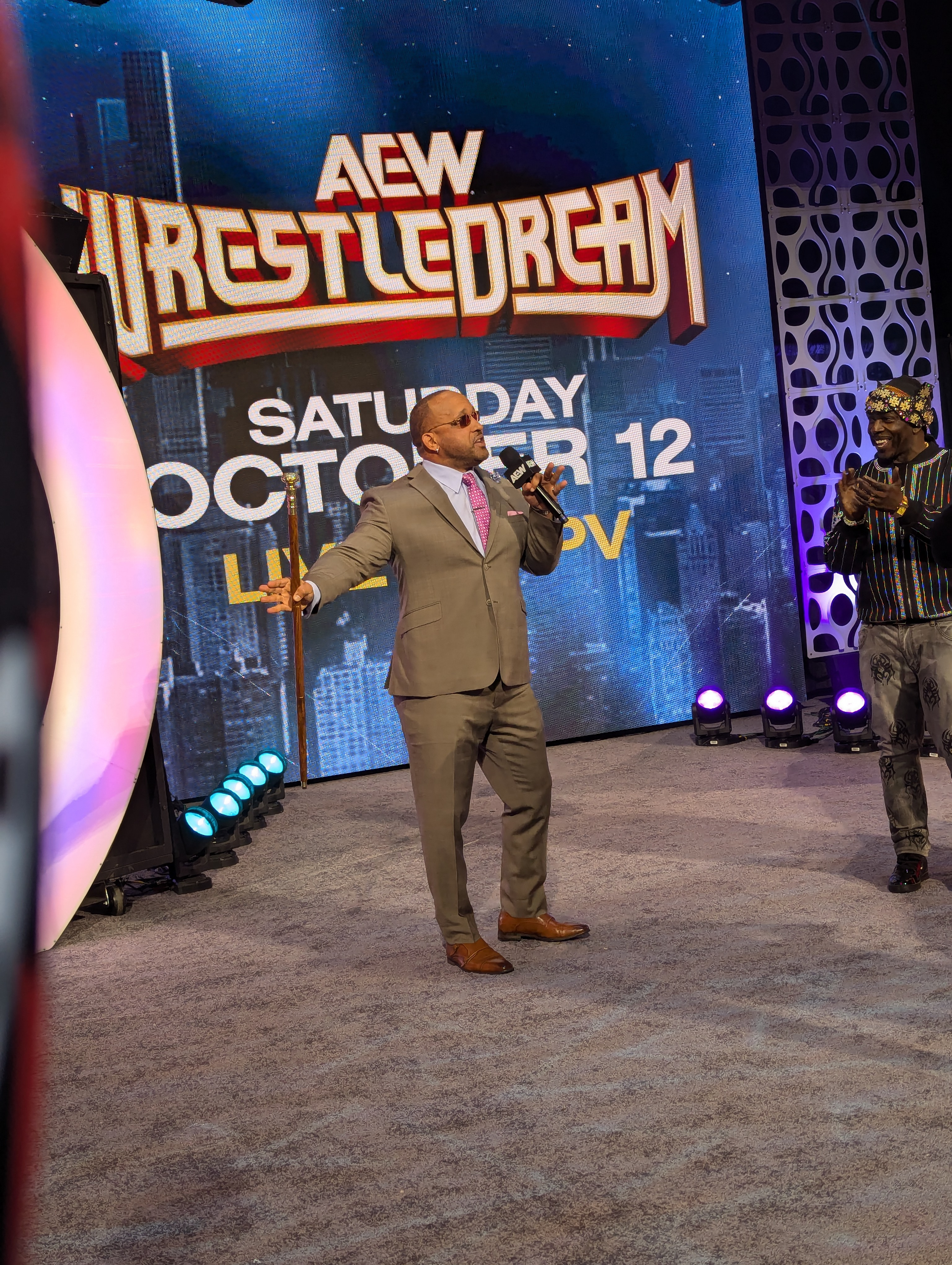

La eveniment au fost disputate paisprezece meciuri, patru la pre-show-ul „Zero Hour”. În evenimentul principal, Christian Cage l-a învins pe Darby Allin cu un scor 2–1 într-un meci two out of three falls pentru a păstra centura AEW TNT. Tot la acest show, Bryan Danielson l-a învins pe Zack Sabre Jr. iar Swerve Strickland l-a învins pe „Hangman” Adam Page. Evenimentul este cunoscut și pentru debutul în AEW al lui Adam Copeland (cunoscut anterior ca Edge în WWE).

## Rezultate
| No. | Rezultate | Tip de meci                                                                       | Timp  |
| --- | --- | --------------------------------------------------------------------------------- | ----- |
| 1P | Athena, Billie Starkz, Keith Lee, și Satoshi Kojima i-au învins pe Shane Taylor Promotions (Lee Moriarty și Shane Taylor), Diamanté, și Mercedes Martinez prin pinfall                                                   | Meci mixt pe echipe în patru                                                      | 5:45  |
| 2P | Claudio Castagnoli (cu Jon Moxley) l-a învins pe Josh Barnett prin pinfall | Meci Singles                                                                      | 8:15  |
| 3P | Luchasaurus l-a învins pe Nick Wayne prin pinfall | Meci Singles                                                                      | 4:55  |
| 4P | Billy Gunn și The Acclaimed (Anthony Bowens și Max Caster) (c) i-au învins pe TMDK (Bad Dude Tito, Mikey Nicholls, și Shane Haste) prin pinfall                                                                          | Meci Trios pentru AEW World Trios Championship                                    | 9:20  |
| 5 | MJF (c) i-a învins pe The Righteous (Dutch și Vincent) prin pinfall | 2-on-1 handicap meci pentru ROH World Tag Team Championship                       | 9:40  |
| 6 | Eddie Kingston (c) l-a învins pe Katsuyori Shibata prin pinfall | Meci Singles pentru ROH World Championship și NJPW Strong Openweight Championship | 11:00 |
| 7 | Kris Statlander (c) a învins-o pe Julia Hart (cu Brody King) prin pinfall | Meci Singles pentru AEW TBS Championship                                          | 9:00  |
| 8 | The Young Bucks (Matt Jackson și Nick Jackson) i-au învins pe The Lucha Brothers (Penta El Zero Miedo și Rey Fenix) (cu Alex Abrahantes), The Gunns (Austin Gunn și Colten Gunn), și Orange Cassidy și Hook prin pinfall | Meci Four-way Tag Team pentru o șansă la AEW World Tag Team Championship          | 12:40 |
| 9 | Swerve Strickland (cu Prince Nana) l-a învins pe "Hangman" Adam Page prin pinfall | Meci Singles                                                                      | 20:15 |
| 10 | Ricky Starks l-a învins pe Wheeler Yuta prin pinfall | Meci Singles                                                                      | 9:55  |
| 11 | Bryan Danielson l-a învins pe Zack Sabre Jr. prin pinfall | Meci Singles                                                                      | 22:45 |
| 12 | The Don Callis Family (Konosuke Takeshita, Will Ospreay, și Sammy Guevara) (cu Don Callis) i-au învins pe Chris Jericho și The Golden Elite (Kenny Omega și Kota Ibushi) prin pinfall                                    | Trios meci                                                                        | 22:35 |
| 13 | FTR (Dax Harwood și Cash Wheeler) (c) i-au învins pe Aussie Open (Kyle Fletcher și Mark Davis) prin pinfall | Meci Tag Team pentru AEW World Tag Team Championship                              | 20:25 |
| 14 | Christian Cage (c) l-a învins pe Darby Allin 2–1 | Meci Two out of three falls pentru AEW TNT Championship                           | 25:25 |
| \| (c) \| – the champion(s) heading into the meci \| \| P \| – the meci was broadcast on the pre-show \| | |                                                                                   |       |
| (c) | – the champion(s) heading into the meci |                                                                                   |       |
| P | – the meci was broadcast on the pre-show |                                                                                   |       |